# Distrito de Iñapari
El Distrito Peruano de Iñapari es uno de los 3 distritos de la Provincia de Tahuamanu, ubicada en el Departamento de Madre de Dios, Región Madre de Dios, Perú. 
Desde el punto de vista jerárquico de la Iglesia católica forma parte del Vicariato Apostólico de Puerto Maldonado
El río Acre marca la frontera entre Perú y Brasil. Actualmente ya está pavimentada la vía Interoceánica Sur en su totalidad y la distancia de 210 km que separan a Iñapari de Puerto Maldonado podrá realizarse en un viaje de aproximadamente 3 horas en auto. También es el punto fronterizo y de control aduanero de entrada y salida del país sobre la Carretera Interoceánica que une el Océano Pacífico al Atlántico. Esta carretera cruza la frontera (a unos 200 metros de la plaza principal de Iñapari) sobre el río Acre y 1 km más allá se llega al poblado brasileño de Assis Brasil.

## Etimología
Este lugar debe su nombre al pueblo indígena Iñapari.